# Craniopagus parasiticus

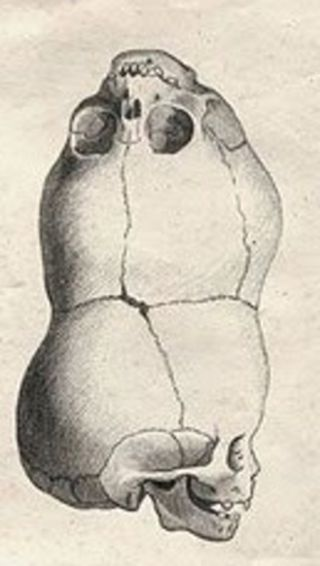
Desenho do de uma criança encontrado em 1783, afetado pelo Craniopagus parasiticus

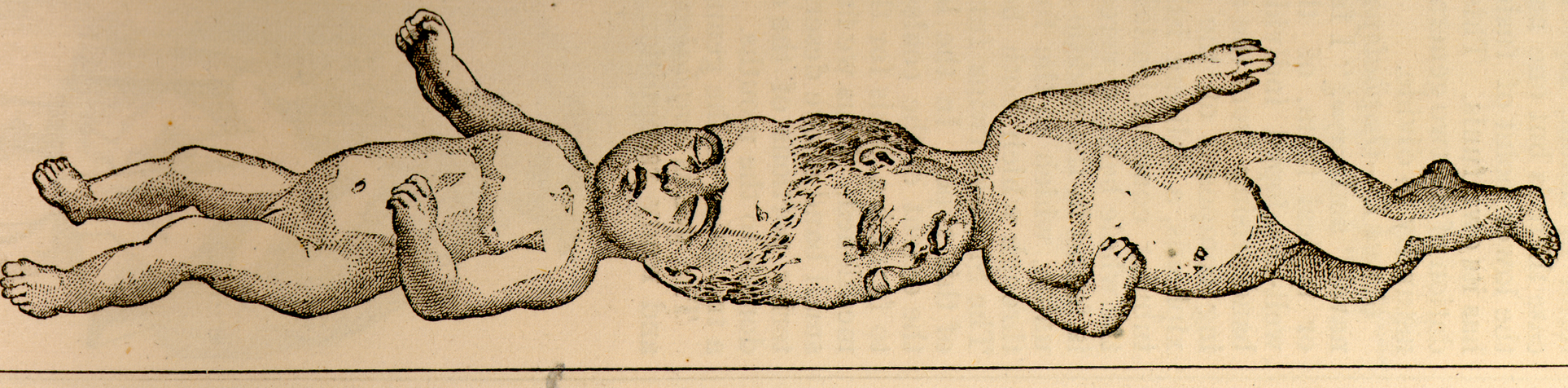
Desenho de gêmeos com a síndrome

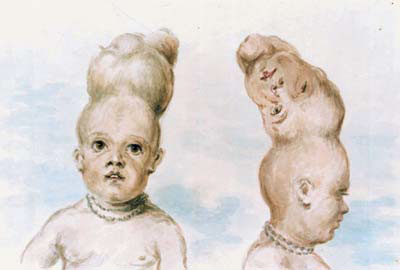
Desenho de um menino afetado pela síndrome

Craniopagus parasiticus é um tipo raro de xifopagia que ocorre de 4 a 6 nascimentos humanos em cada dez milhões. A craniopagus parasiticus acontece quando a cabeça de um gêmeo sem corpo desenvolvido fica unida à cabeça de um gêmeo com corpo desenvolvido.

Ocorre em 2% dos gêmeos xifópagos.